# Argos (syn Frixův)
Argos byl v řecké mytologii nejstarší syn Frixa, syna orchomenského krále Athamanta a bohyně oblaků Nefelé. Frixos byl jako dítě počátkem legendy o zlatém rounu, když ho před obětováním bohům unesl i se sestrou Hellé zlatý beran do daleké Kolchidy. Tam se oženil s Chalkiopé a měl s ní čtyři syny, nejstaršího Arga, nejmladší se jmenoval Frontis.